# Badinières
Badinières era una comuna francesa situada en el departamento de Isère, de la región de Auvernia-Ródano-Alpes, que el 1 de enero de 2015 fue suprimida al fusionarse con la comuna de Eclose, y formar la comuna nueva de Eclose-Badinières.

## Demografía
| Gráfica de evolución demográfica de Badinières entre 1901 y 2012 |
|                                                                  |

Los datos demográficos contemplados en este gráfico de la comuna de Badinières se han cogido de 1800 a 1999 de la página francesa EHESS/Cassini, y los demás datos de la página del INSEE.